# Filippo Filangieri
Filippo Filangieri y del Tufo (Nápoles c.1600-m. Sants, Barcelona, España, 26 de enero de 1641) fue un militar napolitano al servicio de Felipe IV de España, que también era rey de Nápoles. En España se le conoció también con el nombre de Felipe Felincher. 
Pertenecía a una antigua y aristocrática familia napolitana. Fue gobernador general de la caballería de Nápoles en 1639. En ese año participó en la campana de Salses contra los franceses. 
En febrero de 1640 se le otorgó el hábito de caballero de la Orden de Santiago.
En Cataluña estuvo a cargo de cinco compañías de caballería. Debido a los abusos cometidos por estas y otras tropas españolas en Cataluña, estalló la sublevación catalana de 1640 conocida como Guerra de los Segadores. Filangieri tuvo la fortuna de que sus tropas estaban acuarteladas cerca del límite con Aragón y pudo salvarlas cruzando la frontera.
Participó en la expedición del ejército de don Pedro Fajardo de Zúñiga y Requeséns, marquès de los Vélez, como comisario general de la caballería del duque de San Jorge. Participó en diversas acciones de armas, como la toma de Coll de Balaguer y la toma de Martorell. Fue uno de los protagonistas de la batalla de Montjuic el 26 de enero de 1641, y en el portal de San Antonio, cuando acudió en ayuda de Carlos María Caracciolo, duque de San Jorge, resultó gravemente herido. El alférez Juan Francisco Sáenz Vázquez de Quintanilla lo retiró del campo, pero sus heridas eran demasiado graves y murió esa misma noche.
- Datos: Q24054875